# هوای تازه (فیلم)
هوای تازه فیلمی به کارگردانی تورج منصوری و نویسندگی تیرداد سخایی ساختهٔ سال ۱۳۶۵ است.

## بازیگران
- سرور رجایی
- حسن اکلیلی
- فاطمه دخت شفیعی
- فاضل اجبوری
- روزبه عماد
- مهرداد پورغلامحسین
- مهدی قاسم‌زاده
- رضا جورابچی
- حسن مؤذن
- مهرزاد صادقی
- امیر رضوانی
- ماه گل عماد
- فرشید آقارخ
- زهرا راج پور
- لیلا بهنام
- اسفندیار طاهری
- عباس اختری
- سیدحسن حسینیان